# Dicranomyia (Dicranomyia) yoganidra
Dicranomyia (Dicranomyia) yoganidra is een tweevleugelige uit de familie steltmuggen (Limoniidae). De soort komt voor in het Oriëntaals gebied.